# Liste de peintures de Nicolas de Largillierre
Cette page fournit une liste de tableaux du peintre français Nicolas de Largillierre (1656-1746).

## Liste
| Image | Identification | Date           | Commentaire                                                                                           | Lieu de conservation                                        | Référence |
| ----- | --- | -------------- | --- | ----------------------------------------------------------- | --------- |
|       | |                | |                                                             |           |
|       | Autoportrait en saint Jean Huile sur toile, 118 x 92 cm | vers 1675-1678 | | Genève, musée d'Art et d'Histoire                           |           |
|       | Vanité Huile sur toile, 75 x 62,5 cm | 1677           | | Heino, Stichting Hannema-de Stuers Fundatie                 |           |
|       | Vase de fleurs Huile sur toile, 105,5 x 90,5 cm | 1677           | | Collection particulière                                     |           |
|       | Deux grappes de raisin Huile sur toile, 24 x 34 cm | 1677           | | Paris, Fondation Custodia, collection Frits Lugt            |           |
|       | Nature morte au vase de fleurs, paon et perdrix Huile sur toile, 263 x 187 cm                                                                                      | 1678           | | Bakewell, Chatsworth House, collection du duc de Devonshire |           |
|       | Portrait de Jean-Baptiste Tavernier Huile sur toile, 212 x 121 cm                                                                                                  | 1679           | | Brunswick, Herzog Anton-Ulrich Museum                       |           |
|       | Nature morte au gibier, fleurs, fruits et épagneul Huile sur toile, 73 x 94,5 cm                                                                                   | vers 1680      | | Karlsruhe, Staatliche Kunsthalle                            |           |
|       | Portrait d'un abbé Huile sur toile | vers 1680      | | Saint-Cloud, musée du Grand Siècle                          |           |
|       | Portrait d'Élisabeth-Charlotte d'Orléans, Mademoiselle de Chartres Huile sur toile, 122,2 x 82,8 cm                                                                | vers 1680      | | Versailles, musée national du château                       |           |
|       | Portrait d'Élisabeth-Charlotte d'Orléans, Mademoiselle de Chartres Huile sur toile, 102 x 86 cm                                                                    | vers 1680-1682 | | Madrid, musée du Prado                                      |           |
|       | Portrait de Philippe d'Orléans enfant Huile sur toile, 105 x 87 cm                                                                                                 | vers 1680-1682 | | Madrid, musée du Prado                                      |           |
|       | Portrait d'homme en Bacchus Huile sur toile, 43 x 32 cm | vers 1680-1685 | | Paris, musée du Louvre                                      |           |
|       | Fruits et perdrix rouge Huile sur toile, 72 x 60 cm | vers 1680-1685 | | Grenoble, musée de Grenoble                                 |           |
|       | Fruits et perdrix grise Huile sur toile, 72 x 60 cm | vers 1680-1685 | | Grenoble, musée de Grenoble                                 |           |
|       | Perdrix rouge dans une niche Huile sur toile, 71,5 x 58,5 cm | vers 1680-1685 | | Paris, musée du Petit Palais                                |           |
|       | Portrait de Philippe Roëttiers Huile sur toile, 81 x 64 cm | vers 1680-1685 | | Dublin, National Gallery of Ireland                         |           |
|       | Portrait d'homme, dit Charles-Pâris d'Orléans, duc de Longueville Huile sur toile, 128 x 97 cm                                                                     | vers 1682      | Aussi attribué à Jean Tortebat                                                                        | Chantilly, musée Condé                                      |           |
|       | Portrait de Charles Le Brun Huile sur toile, 232 x 187 cm | 1683-1686      | | Paris, musée du Louvre                                      |           |
|       | Portrait de Charles Le Brun Huile sur toile, 80 x 65 cm | 1684           | | Florence, musée des Offices                                 |           |
|       | Portrait de Charles Le Brun (réplique) Huile sur toile, 78,6 x 63,2 cm                                                                                             | 1684           | | Munich, Alte Pinakothek                                     |           |
|       | Portrait de jeune homme et de son précepteur (Jacques-Bénigne Bossuet et le duc du Maine ?) Huile sur toile, 146 x 114,8 cm                                        | 1685           | | Washington, The National Gallery of Art                     |           |
|       | Portrait de femme en Diane Huile sur toile, 131,5 x 97,5 cm | vers 1685      | | Langres, musée d'Art et d'Histoire                          |           |
|       | Nature morte aux deux lièvres et à la citrouille Huile sur toile, 74 x 59,6 cm                                                                                     | vers 1685      | | Bourg-en-Bresse, musée de Brou                              |           |
|       | Portrait présumé de Thomas-Alexandre de Morant Huile sur toile, 138,5 x 104 cm                                                                                     | vers 1685      | | Versailles, musée national du château                       |           |
|       | Portrait de Jacques II d'Angleterre Huile sur toile, 76,2 x 46,1 cm                                                                                                | vers 1685      | | Londres, National Maritime Museum                           |           |
|       | Portrait d'un gentilhomme inconnu, dit Portrait d'un gentilhomme anglais Huile sur toile, 143 x 112 cm                                                             | vers 1685      | | Collection particulière (Collection Lastic)                 |           |
|       | Portrait d'un gentilhomme inconnu, dit Portrait d'un gentilhomme anglais Huile sur toile, 142 x 112 cm                                                             | vers 1685      | | Collection particulière                                     |           |
|       | Portrait d'homme Huile sur toile, 80 x 65 cm | vers 1685      | | Collection particulière                                     |           |
|       | Portrait de la famille Stoppa Huile sur toile, 226 x 275 cm | vers 1685      | | Château-Thierry, musée de l'Hôtel-Dieu                      |           |
|       | Corbeille de pêches, raisins et prunes Huile sur toile, 71 x 82 cm                                                                                                 | vers 1685-1690 | | Collection particulière (Collection Lastic)                 |           |
|       | Portrait présumé de Pierre van Schuppen Huile sur toile, 66 x 53 cm                                                                                                | vers 1685-1690 | | Varsovie, musée national                                    |           |
|       | Portrait présumé de Pierre van Schuppen Huile sur toile, 72,4 x 59,7 cm                                                                                            | vers 1685-1690 | | San Francisco, Fine Arts Museums                            |           |
|       | Portrait d'homme Huile sur toile, 77,5 x 60,8 cm | vers 1686      | | Saint-Pétersbourg, musée de l'Ermitage                      |           |
|       | Portrait de Gérard Edelinck dans son atelier ou L'atelier de Pierre Drevet Huile sur toile, 148 x 123 cm                                                           | vers 1686-1690 | | Norfolk, The Chrysler Museum of Art                         |           |
|       | Le prévôt des marchands et les échevins de Paris délibérant pour le festin offert au roi à l'occasion de sa convalescence (esquisse) Huile sur toile, 32 x 41,5 cm | 1689           | | Paris, musée Carnavalet                                     |           |
|       | Portrait du prévôt des marchands et des échevins de Paris (esquisse) Huile sur toile, 31 x 44 cm                                                                   | 1689           | | Paris, musée du Louvre                                      |           |
|       | Le prévôt des marchands et les échevins de Paris délibérant pour le festin offert au roi à l'occasion de sa convalescence (ricordo) Huile sur toile, 68 x 101 cm   | 1689           | | Saint-Pétersbourg, musée de l'Ermitage                      |           |
|       | Portrait présumé de Pierre Le Pautre Huile sur toile, 163,2 x 128,9 cm                                                                                             | 1689           | | Pasadena, The Norton Simon Museum                           |           |
|       | Portrait de Pierre-Vincent Bertin Huile sur toile, 77 x 63 cm | vers 1689      | | Saint-Pétersbourg, musée de l'Ermitage                      |           |
|       | Autoportrait Huile sur toile, 56 x 46 cm | vers 1690      | | Nantes, musée d'Arts                                        |           |
|       | Portrait de François-Adhémar de Monteil, comte de Grignan Huile sur toile, 80 x 63 cm                                                                              | vers 1690      | | Avignon, musée Calvet                                       |           |
|       | Nature morte au tapis Huile sur toile, 86 x 131 cm | vers 1690      | | Dunkerque, musée des Beaux-Arts                             |           |
|       | Portrait de femme Huile sur toile, 80 x 63,3 cm | vers 1690      | | Paris, musée Jacquemart-André                               |           |
|       | Portrait d'homme Huile sur toile, 81 x 64,5 cm | vers 1690-1700 | | Amiens, musée de Picardie                                   |           |
|       | Portrait d'un échevin de Paris Huile sur toile, 65 x 64 cm | vers 1690-1700 | | Le Mans, musée de Tessé                                     |           |
|       | Sainte Marguerite d'Écosse Huile sur toile, 135 x 103 cm | vers 1692      | | Kendal, Sizergh Castle                                      |           |
|       | Portrait de Bardo di Bardi, comte de Magalotti Huile sur toile, 82 x 66 cm                                                                                         | vers 1692-1693 | | Varsovie, musée national                                    |           |
|       | Portrait de Bardo di Bardi, comte de Magalotti (ricordo) Huile sur toile, 41 x 32,5 cm                                                                             | vers 1692-1693 | | Collection particulière (Collection Lastic)                 |           |
|       | Portrait de la comtesse de Bemareau Huile sur toile, 81 x 64,5 cm                                                                                                  | 1695           | | Toulouse, musée des Augustins                               |           |
|       | Portrait du prince James-Francis-Edward Stuart et de Louise-Marie-Thérèse Stuart Huile sur toile, 192,8 x 145,7 cm                                                 | 1695           | | Londres, National Portrait Gallery                          |           |
|       | Portrait d'Anne-Geneviève de Lévis-Ventadour, princesse de Rohan Huile sur toile, 82,5 x 64 cm                                                                     | 1695           | | Rouen, musée des Beaux-Arts                                 |           |
|       | Portrait de femme en Diane Huile sur toile, 80 x 65 cm | vers 1695      | | Alger, musée des Beaux-Arts                                 |           |
|       | Ex-voto à sainte Geneviève Huile sur toile, 500 x 350 cm | 1695-1696      | | Paris, église Saint-Etienne-du-Mont                         |           |
|       | Fruits sur une draperie rouge Huile sur toile, 45 x 112 cm | vers 1695-1700 | | Collection particulière (Collection Lastic)                 |           |
|       | Fruits sur une draperie bleue Huile sur toile, 45 x 104 cm | vers 1695-1700 | | Collection particulière (Collection Lastic)                 |           |
|       | Pêches, raisins, poires, melon et grenade sur une table de pierre Huile sur toile, 77 x 97,5 cm                                                                    | vers 1695-1700 | | Amiens, musée de Picardie                                   |           |
|       | Nature morte au violon ou La Musique Huile sur toile, 79 x 87,3 cm                                                                                                 | vers 1695-1700 | | Quimper, musée des Beaux-Arts                               |           |
|       | Portrait de femme Huile sur toile, 80 x 64 cm | vers 1695-1700 | | Moscou, musée Pouchkine                                     |           |
|       | Portrait d'homme (Monsieur Cheniot ?) Huile sur toile, 82 x 65 cm                                                                                                  | vers 1695-1705 | | Paris, Hôtel de Matignon (dépôt du musée du Louvre)         |           |
|       | Portrait d'homme Huile sur toile, 82 x 61 cm | vers 1695-1705 | | Strasbourg, musée des Beaux-Arts                            |           |
|       | Portrait d'enfant en saint Jean-Baptiste Huile sur toile, 81 x 65 cm                                                                                               | 1696           | | Collection particulière (Collection Lastic)                 |           |
|       | Portrait de femme, dit Madame Lambert de Thorigny Huile sur toile, 139,7 x 106,7 cm                                                                                | 1696           | | New York, The Metropolitan Museum of Art                    |           |
|       | Portrait d'un échevin de Paris Huile sur toile | vers 1696      | | Lisbonne, Museu Nacional de Arte Antiga                     |           |
|       | Portrait d'un échevin de Paris Huile sur toile | vers 1696      | | Varsovie, musée national                                    |           |
|       | Portrait d'un échevin de Paris dit Portrait de Jean-Jacob Gaudart du Petit-Marest Huile sur toile, 56,5 x 45,5 cm                                                  | vers 1696      | | Genève, musée d'Art et d'Histoire                           |           |
|       | Portrait de femme à sa toilette Huile sur toile, 163,2 x 130,2 cm                                                                                                  | vers 1696      | | Saint Louis, Art Museum                                     |           |
|       | Portrait de femme dit Hélène Lambert de Thorigny Huile sur toile, 160 x 114,3 cm                                                                                   | vers 1696-1700 | Peint en collaboration avec Jean-Baptiste Belin de Fontenay                                           | Honolulu, Museum of Art                                     |           |
|       | Portrait de Marie-Madeleine Motier de La Fayette Huile sur toile, 146,5 x 113,5 cm                                                                                 | 1697           | | Collection particulière (Collection Lastic)                 |           |
|       | Portrait de Jean-Baptiste Roze-Moussard Huile sur toile, 81 x 65 cm                                                                                                | 1697           | | Tours, musée des Beaux-Arts                                 |           |
|       | Portrait de Lambert de Vermont Huile sur toile, 146,1 x 113,7 cm                                                                                                   | vers 1697      | | Pasadena, The Norton Simon Museum                           |           |
|       | Portrait d'homme Huile sur toile, 126 x 104 cm | 1698           | | Cherbourg-en-Cotentin, musée Thomas-Henry                   |           |
|       | Portrait d'homme Huile sur toile, 126 x 100 cm | vers 1698      | | Cherbourg-en-Cotentin, musée Thomas-Henry                   |           |
|       | Portrait de la marquise de Noailles et de ses enfants Huile sur toile, 64 x 81 cm                                                                                  | vers 1698      | | Collection particulière (Collection Lastic)                 |           |
|       | Portrait de Léonor Aubry Huile sur toile | 1699           | | Collection particulière                                     |           |
|       | Portrait de Marie Bigot, Madame Aubry Huile sur toile | vers 1699      | | Collection particulière                                     |           |
|       | Sainte Femme au pied de la croix Huile sur toile, 91,5 x 71 cm | vers 1700      | | Orléans, musée des Beaux-Arts                               |           |
|       | La Crucifixion Huile sur toile, 127 x 70 cm | vers 1700      | | Collection particulière                                     |           |
|       | Portrait de Hiérosme d'Argouges de Rânes Huile sur toile, 80,5 x 63,5 cm                                                                                           | vers 1700      | | Tours, musée des Beaux-Arts                                 |           |
|       | Portrait présumé de Marie-Anne Mancini, duchesse de Bouillon Huile sur toile, 80 x 63 cm                                                                           | vers 1700      | | Paris, musée du Louvre                                      |           |
|       | Portrait de Catherine Coustard, marquise de Castelnau, et son fils Huile sur toile, 135,2 x 103,5 cm                                                               | vers 1700      | | Minneapolis, Institute of Art                               |           |
|       | Portrait de femme cueillant des fleurs Huile sur toile, 139 x 105 cm                                                                                               | vers 1700      | | Karlsruhe, Staatliche Kunsthalle                            |           |
|       | Portrait de femme avec un singe et un petit chien Huile sur toile, 135 x 106 cm                                                                                    | vers 1700-1710 | | Varsovie, musée national                                    |           |
|       | Portrait de Monsieur de Noirmont Huile sur toile, 138 x 105 cm | vers 1700-1710 | | Lisbonne, Museu Nacional de Arte Antiga                     |           |
|       | Portrait présumé de Jacques-François de Chastenet, marquis de de Puységur Huile sur toile                                                                          | vers 1700-1710 | | Collection particulière                                     |           |
|       | Portrait de Charles-Léonor Aubry, marquis de Castelnau Huile sur toile, 136,5 x 103,3 cm                                                                           | 1701           | | Minneapolis, Institute of Art                               |           |
|       | Portrait de femme, dit autrefois Jeanne-Elisabeth de Beauharnais Huile sur toile, 116 x 102 cm                                                                     | vers 1701      | | Grenoble, musée de Grenoble                                 |           |
|       | Portrait présumé de Marie-Thérèse Jacquet de La Bussière Huile sur toile                                                                                           | vers 1701      | | Collection particulière                                     |           |
|       | Portrait de Charles Boucher d'Orsay Huile sur toile, 138 x 105,5 cm                                                                                                | 1702           | | Vienne, Kunsthistorisches Museum                            |           |
|       | Portrait de Charles Boucher d'Orsay Huile sur toile, 94 x 73 cm | 1702           | | Paris, musée Carnavalet                                     |           |
|       | Portrait de deux échevins de Paris Huile sur toile, 119,5 x 152 cm                                                                                                 | 1702           | | Paris, musée Carnavalet                                     |           |
|       | Portrait d'un échevin de Paris Huile sur toile, 79,5 x 64 cm | vers 1702      | | Paris, musée Carnavalet                                     |           |
|       | La Belle Strasbourgeoise Huile sur toile, 138 x 106 cm | 1703           | | Strasbourg, musée des Beaux-Arts                            |           |
|       | La Belle Strasbourgeoise (réplique) Huile sur toile, 131,5 x 105,5 cm                                                                                              | 1703           | | Shanghai, Suning Art Museum                                 |           |
|       | Portrait d'un échevin de Paris Huile sur toile, 139,4 x 106,4 cm                                                                                                   | 1703           | | Detroit, Institute of Arts                                  |           |
|       | Portrait d'homme tenant le portrait d'une femme Huile sur toile, 146,7 x 114,4 cm                                                                                  | 1703           | | Toledo, Museum of Art                                       |           |
|       | Autoportrait avec sa famille Huile sur toile, 128 x 167 cm | vers 1703      | | Brême, Kunsthalle                                           |           |
|       | Portrait d'Hugues Desnotz, échevin de Paris Huile sur toile, 135 x 102 cm                                                                                          | 1704           | | Paris, musée du Louvre                                      |           |
|       | Portrait de Jean Bouhier, président au Parlement de Bourgogne Huile sur toile, 85 x 67 cm                                                                          | 1704           | | Dijon, musée des Beaux-Arts                                 |           |
|       | Portrait de Jean-Baptiste Forest Huile sur toile, 128 x 96 cm | vers 1704      | | Lille, musée des Beaux-Arts                                 |           |
|       | Portrait de Jean-Baptiste Forest (réplique) Huile sur toile, 119,2 x 90,5 cm                                                                                       | vers 1704      | | Berlin, Gemäldegalerie                                      |           |
|       | Portrait de femme Huile sur toile, 81,2 x 63,7 cm | 1705           | | Melbourne, National Gallery of Victoria                     |           |
|       | Portrait de Jean Thomas, comte de Bérulle Huile sur toile, 80 x 64 cm                                                                                              | vers 1705      | | Versailles, musée national du château                       |           |
|       | Portrait de Jean Thomas, comte de Bérulle Huile sur toile, 147 x 114 cm                                                                                            | vers 1705      | | Collection particulière                                     |           |
|       | L'entrée du Christ à Jérusalem Huile sur toile, 131 x 163 cm | vers 1705-1715 | | Arras, musée des Beaux-Arts                                 |           |
|       | Autoportrait Huile sur toile, 90,5 x 71,1 cm | 1707           | | Washington, The National Gallery of Art                     |           |
|       | Portrait de Madame de Jassaud et ses enfants Huile sur toile, 138,2 x 105 cm                                                                                       | 1707           | | Nagoya, The Yamazaki Mazak Museum of Art                    |           |
|       | Portrait de la comtesse de Rupelmonde Huile sur toile, 131 x 93 cm                                                                                                 | vers 1707      | | Collection particulière                                     |           |
|       | Portrait de Jean Pupil de Craponne Huile sur toile, 83 x 69 cm | 1708           | | Grenoble, musée de Grenoble                                 |           |
|       | Portrait de Victor-Marie, marquis de Cœuvres, duc d'Estrées Huile sur toile, 136,5 x 105,1 cm                                                                      | 1710           | | San Francisco, Legion of Honor                              |           |
|       | Portrait présimé de La Live de Bellegarde Huile sur toile, 140 x 110 cm                                                                                            | 1710           | | Collection particulière                                     |           |
|       | Portrait présumé de Jean-Baptiste Rousseau Huile sur toile, 91,4 x 71,1 cm                                                                                         | 1710           | | Londres, National Gallery                                   |           |
|       | Portrait de Joseph Laisné de Sainte-Marie Huile sur toile, 81 x 65 cm                                                                                              | 1710           | | Orléans, musée des Beaux-Arts                               |           |
|       | Portrait de femme Huile sur toile, 80 x 63 cm | 1710           | | Munich, Alte Pinakothek                                     |           |
|       | Portrait de Marc-Conrad Buisson Huile sur toile | vers 1710      | | Colombus, Museum of Art                                     |           |
|       | Portrait présumé de l'acteur Baron Huile sur toile, 94 x 74 cm | vers 1710      | | Perpignan, musée d'Art Hyacinthe-Rigaud                     |           |
|       | Portrait d'Anne-Thérèse de Marguenat de Courcelles, marquise de Lambert Huile sur toile                                                                            | vers 1710      | | Paris, musée Carnavalet                                     |           |
|       | Portrait de François et Yves-Joseph-Charles Pommyer Huile sur toile, 74,9 x 92,1 cm                                                                                | vers 1710      | | Collection particulière                                     |           |
|       | Portrait de femme en Astrée dit Portrait de Mary Josephine Drummond, comtesse de Castelblanco Huile sur toile, 140 x 106 cm                                        | vers 1710-1712 | | Montréal, musée des Beaux-Arts                              |           |
|       | Saint Barthélemy Huile sur toile, 93 x 74 cm | vers 1710-1715 | | Collection particulière                                     |           |
|       | Saint Barthélemy (réplique) Huile sur toile, 91,8 x 72,8 cm | vers 1710-1715 | | Arras, musée des Beaux-Arts                                 |           |
|       | Saint Barthélemy (copie ?) Huile sur toile, 90,3 x 72,5 cm | vers 1710-1715 | Parfois considéré comme une copie. Une seconde copie est conservée au musée Francisque-Mandet à Riom. | Genève, musée d'Art et d'Histoire                           |           |
|       | Chasse au sanglier Huile sur toile, 53,5 x 64 cm | vers 1710-1715 | | Paris, musée du Petit Palais                                |           |
|       | Le Portement de Croix Huile sur toile, 132 x 163 cm | vers 1710-1720 | | Paris, musée du Louvre                                      |           |
|       | Autoportrait Huile sur toile, 80 x 65 cm | 1711           | | Versailles, musée national du château                       |           |
|       | Autoportrait (réplique) Huile sur toile, 80,5 x 63,2 cm | 1711           | | Lausanne, musée cantonal des Beaux-Arts                     |           |
|       | Portrait de Marguerite-Élisabeth Forest de Largillière et son fils Nicolas Huile sur toile, 89 x 116 cm                                                            | vers 1712      | | Buenos Aires, Museo Nacional de Bellas Artes                |           |
|       | Portrait de Marie-Anne de Châteauneuf, dite Mademoiselle Duclos, dans le rôle d'Ariane Huile sur toile, 65 x 53,5 cm                                               | vers 1712      | | Chantilly, musée Condé                                      |           |
|       | Portrait de Marie-Anne de Châteauneuf, dite Mademoiselle Duclos, dans le rôle d'Ariane Huile sur toile, 158 x 129 cm                                               | vers 1712      | | Paris, collections de la Comédie Française                  |           |
|       | Portrait d'enfant en costume de fantaisie Huile sur toile, 146,1 x 115 cm                                                                                          | vers 1712      | | Los Angeles, The J. Paul Getty Museum of Art                |           |
|       | Portrait d'enfant en costume de fantaisie Huile sur toile, 65,3 x 53,2 cm                                                                                          | vers 1712      | | Tokyo, musée d'Art occidental                               |           |
|       | Portrait d'Erik Sparre Huile sur toile, 90 x 72 cm | 1713           | | Stockholm, Nationalmuseum                                   |           |
|       | Portrait du marquis d'Havrincourt Huile sur toile, 81,2 x 64,7 cm                                                                                                  | vers 1713      | | Pasadena, The Norton Simon Museum                           |           |
|       | Portrait de René Frémin Huile sur toile, 135,5 x 109,2 cm | vers 1713      | | Berlin, Gemäldegalerie                                      |           |
|       | Portrait d'Antoine Le Prestre, comte de Puy-Vauban Huile sur toile, 130,7 x 97,4 cm                                                                                | vers 1713-1715 | | Versailles, musée national du château                       |           |
|       | Portrait de François-Armand de Gontaut, duc de Biron Huile sur toile, 138,8 x 106,7 cm                                                                             | 1714           | | Boston, Museum of Fine Arts                                 |           |
|       | Portrait de la comtesse de Montsoreau et de sa sœur en Diane et une nymphe Huile sur toile, 144,1 x 112,4 cm                                                       | 1714           | | Dallas, Museum of Art                                       |           |
|       | Portrait présumé de la comtesse de Coullonges Huile sur toile, 138 x 104 cm                                                                                        | 1714           | | Collection particulière                                     |           |
|       | Portrait de Christian de Bavière Huile sur toile, 81,3 x 66 cm | 1714           | | Portland, Art Museum                                        |           |
|       | Portrait de Jacques-Antoine Arlaud copiant la Léda de Michel-Ange Huile sur toile, 92 x 74 cm                                                                      | 1714           | | Genève, musée d'Art et d'Histoire                           |           |
|       | Portrait de femme en Pomone Huile sur toile, 146,5 x 105 cm | 1714           | | Collection particulière                                     |           |
|       | Portrait présumé de la duchesse de Beaufort Huile sur toile, 80 x 64 cm                                                                                            | 1714           | | Paris, musée Cognacq-Jay                                    |           |
|       | Portrait présumé de la duchesse de Beaufort Huile sur toile, 79,3 x 63,4 cm                                                                                        | 1714           | | Anvers, musée Mayer van den Bergh                           |           |
|       | Portrait de femme Huile sur toile, 80 x 65 cm | vers 1714      | | Montmirail, château                                         |           |
|       | Études de mains Huile sur toile, 65 x 53 cm | vers 1714      | | Paris, musée du Louvre                                      |           |
|       | Portrait d'un militaire Huile sur toile, 140 x 110 cm | vers 1714      | | Localisation actuelle inconnue                              |           |
|       | Portrait de Charles de France, duc de Berry Huile sur toile, 138,5 x 101 cm                                                                                        | vers 1714      | | Versailles, musée national du château                       |           |
|       | Portrait de femme en Diane dit Mademoiselle de Barral Huile sur toile, 135 x 108 cm                                                                                | vers 1714      | | Pau, musée des Beaux-Arts                                   |           |
|       | Portrait d'un magistrat Huile sur toile, 80,5 x 64,7 cm | vers 1714-1715 | | Amiens, musée de Picardie                                   |           |
|       | Portrait de la femme d'un magistrat Huile sur toile, 80,5 x 64,8 cm                                                                                                | vers 1714-1715 | | Amiens, musée de Picardie                                   |           |
|       | Portrait d'Auguste le Fort, électeur de Saxe et roi de Pologne Huile sur toile, 146 x 115,5 cm                                                                     | vers 1714-1715 | | Kansas City, The Nelson-Atkins Museum of Art                |           |
|       | Portrait de Frédéric-Auguste de Saxe Huile sur toile, 140,8 x 107 cm                                                                                               | vers 1714-1715 | | Melbourne, National Gallery of Victoria                     |           |
|       | Portrait d'un officier Huile sur toile, 65,5 x 54,1 cm | vers 1714-1715 | | Sydney, Art Gallery of New South Wales                      |           |
|       | Portrait d'homme Huile sur toile, 92,2 x 75,4 cm | vers 1714-1716 | | Austin, Blanton Museum of Art                               |           |
|       | Portrait de Louis Remond, comte de Hergh Huile sur toile, 79,7 x 61,9 cm                                                                                           | 1715           | | South Hadley, Mount Holyoke College Art Museum              |           |
|       | Portrait d'Elisabeth-Désirée de Chantemerle, comtesse de Hergh Huile sur toile, 79,7 x 62,9 cm                                                                     | 1715           | | South Hadley, Mount Holyoke College Art Museum              |           |
|       | Portrait présumé de la comtesse de Noirmont en Diane Huile sur toile, 136,5 x 105,5 cm                                                                             | 1715           | | Collection particulière                                     |           |
|       | Portrait de Norbert Roëttiers Huile sur toile, 79,4 x 63,5 cm | vers 1715      | | Cambridge, Fogg Art Museum                                  |           |
|       | Portrait de Winifred Clark, Madame Roëttiers Huile sur toile, 79,3 x 63,5 cm                                                                                       | vers 1715      | | Cambridge, Fogg Art Museum                                  |           |
|       | Portrait présumé d'Olivier Patru Huile sur toile, 77 x 61 cm | vers 1715      | | Rouen, musée des Beaux-Arts                                 |           |
|       | Madame de Ventadour avec Louis XIV et ses héritiers Huile sur toile, 127 x 160 cm                                                                                  | vers 1715      | Attribué à Largillierre et à son atelier                                                              | Londres, The Wallace Collection                             |           |
|       | Portrait de femme en Source Huile sur toile, 65 x 54 cm | vers 1715      | | Chantilly, musée Condé                                      |           |
|       | Portrait de Philippe-Bernard Gagne de Perrigny Huile sur toile, 81 x 65 cm                                                                                         | vers 1715      | | Saint-Cloud, musée du Grand Siècle                          |           |
|       | Portrait de Jeanne Gagne de Perrigny Huile sur toile, 81,3 x 64,8 cm                                                                                               | vers 1715      | | Collection particulière                                     |           |
|       | Composition décorative avec rideaux, paysage et animaux Huile sur toile, 261 x 251 cm                                                                              | vers 1715      | | Paris, musée du Louvre                                      |           |
|       | Portrait d'homme en Apollon Huile sur toile, 136 x 107 cm | vers 1715      | | Paris, musée du Louvre                                      |           |
|       | Étude de paysage Huile sur toile, 36 x 64 cm | vers 1715      | | Paris, musée du Louvre                                      |           |
|       | Portrait de Marguerite Bécaille, Madame Titon du Tillet Huile sur toile, 137 x 105 cm                                                                              | vers 1715      | | Collection particulière                                     |           |
|       | Portrait de Marguerite Bécaille, Madame Titon du Tillet Huile sur toile, 78 x 63 cm                                                                                | vers 1715      | | Besançon, musée des Beaux-Arts et d'Archéologie             |           |
|       | Portrait de Jeanne-Marie de Sacconin de Pravieux en Diane Huile sur toile                                                                                          | vers 1715-1720 | | Richmond, Virginia Museum of Fine Art                       |           |
|       | Portrait d'un magistrat Huile sur toile, 81 x 65 cm | vers 1718      | | Paris, musée du Louvre                                      |           |
|       | Thomyris fait plonger la tête de Cyrus dans un vase rempli de sang (Copie d'après Rubens) Huile sur toile, 264 x 197 cm                                            | vers 1718      | | Toulouse, musée des Augustins                               |           |
|       | Portrait de Jacques de Laage Huile sur toile, 139 x 107 cm | vers 1718      | | Paris, musée du Louvre                                      |           |
|       | Portrait de Jacques-François-Léonor de Goyon-Matignon, duc de Valentinois Huile sur toile, 145 x 110 cm                                                            | vers 1718      | | Monaco, Palais princier                                     |           |
|       | Portrait de Marie-Suzanne de Bezons, marquise de La Tour-Maubourg, et ses deux filles Huile sur toile, 138 x 106 cm                                                | vers 1718-1720 | | Collection particulière (Collection Lastic)                 |           |
|       | Portrait de femme en Uranie Huile sur toile, 137,5 x 105,5 cm | vers 1718-1720 | | Collection particulière                                     |           |
|       | Portrait de femme en Uranie Huile sur toile, 130,8 x 102,3 cm | vers 1720      | | Collection particulière                                     |           |
|       | Apollon Huile sur toile, 89,8 x 116,8 cm | vers 1720      | | Londres, Tate Gallery                                       |           |
|       | Portrait présumé d'Anne-Thérèse de Marquenat de Courcelles Huile sur toile, 111 x 95 cm                                                                            | vers 1720      | | Chantilly, musée Condé                                      |           |
|       | Portrait de François-Marie Arouet, dit Voltaire Huile sur toile, 80 x 64 cm                                                                                        | vers 1720      | | Paris, musée Carnavalet                                     |           |
|       | Portrait de Pierre Cadeau de Mongazon Huile sur toile, 81,3 x 64,8 cm                                                                                              | vers 1720      | | Houston, The Museum of Fine Arts                            |           |
|       | Portrait de Jean-Victor, baron de Besenval Huile sur toile, 136 x 103,5 cm                                                                                         | vers 1720      | | Collection particulière                                     |           |
|       | Portrait de Catherine Bielinska, baronne de Besenval Huile sur toile, 138,5 x 104,3 cm                                                                             | vers 1720      | | Collection particulière                                     |           |
|       | Portrait de famille dit François Chéreau et sa famille Huile sur toile, 149 x 200 cm                                                                               | vers 1720      | | Paris, musée du Louvre                                      |           |
|       | Un apôtre (saint Jacques le Mineur ?) Huile sur toile, 92,3 x 73,5 cm                                                                                              | vers 1720-1730 | | Collection particulière                                     |           |
|       | Un apôtre (saint Jacques le Mineur ?) (réplique) Huile sur toile, 86 x 71 cm                                                                                       | vers 1720-1730 | | Le Mans, musée de Tessé                                     |           |
|       | Portrait de Françoise Turrettini en Diane chasseresse Huile sur toile, 140 x 107 cm                                                                                | 1721           | | Genève, musée d'Art et d'Histoire                           |           |
|       | Portrait de François-Emmanuel Pommyer enfant Huile sur toile, 56 x 48 cm                                                                                           | 1722           | | Collection particulière                                     |           |
|       | Les échevins de Paris célébrant l'arrivée de l'Infante Marie-Anne-Victoire (esquisse) Huile sur toile, 33,5 x 52,5 cm                                              | 1722           | | Paris, musée Carnavalet                                     |           |
|       | Allégorie des fiançailles de Louis XV et de Marie-Anne-Victoire d'Espagne (esquisse) Huile sur toile, 33 x 54 cm                                                   | 1722           | | Paris, musée Carnavalet                                     |           |
|       | Portrait d'un échevin de Paris Huile sur toile, 81,5 x 65 cm | 1723           | | Mâcon, musée des Ursulines                                  |           |
|       | Portrait de Marie-Anne-Victoire de Bourbon Huile sur toile, 184 x 125 cm                                                                                           | 1724           | | Madrid, musée du Prado                                      |           |
|       | Portrait de Conrad Detlef, comte de Dehn Huile sur toile, 92 x 73,5 cm                                                                                             | 1724           | | Brunswick, Herzog Anton Ulrich Museum                       |           |
|       | Portrait de François-Jules du Vaucel Huile sur toile, 138 x 105 cm                                                                                                 | 1724           | | Paris, musée du Louvre                                      |           |
|       | Portrait de François-Marie Arouet, dit Voltaire Huile sur toile, 79 x 64 cm                                                                                        | vers 1724-1725 | | Versailles, musée national du château                       |           |
|       | Portrait de Sarah Le Boullenger, Madame Thellusson Huile sur toile, 137,5 x 104 cm                                                                                 | 1725           | | Doncaster, Brodsworth Hall                                  |           |
|       | Portrait de femme Huile sur toile, 82 x 65 cm | 1725           | | Douai, musée de la Chartreuse                               |           |
|       | Autoportrait Huile sur toile, 81,1 x 64,8 cm | vers 1725      | | Chicago, Art Institute                                      |           |
|       | Vénus et Adonis Huile sur toile, 83,5 x 64,5 cm | vers 1725      | | Collection particulière                                     |           |
|       | Portrait d'homme en chasseur Huile sur toile, 137 x 105 cm | vers 1725-1727 | | Karlsruhe, Staatliche Kunsthalle                            |           |
|       | Nature morte à l'aiguière Huile sur toile, 69 x 104 cm | vers 1725-1730 | | Collection particulière (Collection Lastic)                 |           |
|       | Portrait de femme en Diane Huile sur toile | vers 1725-1730 | | Champs-sur-Marne, château                                   |           |
|       | Portrait de Pierre-Hercule de Chastenet, marquis de Puységur Huile sur toile, 135,9 x 105,4 cm                                                                     | 1726           | | Washington, Hillwood Museum                                 |           |
|       | Portrait de la marquise de Fortia Huile sur toile, 136,8 x 106,4 cm                                                                                                | 1726           | | Birmingham (Alabama), Museum of Art                         |           |
|       | Autoportrait Huile sur toile, 80,7 x 64,8 cm | 1726           | | Collection particulière (Collection Lastic)                 |           |
|       | Portrait de Marguerite-Élisabeth de Largillierre, fille de l'artiste Huile sur toile, 81,7 x 65,3 cm                                                               | 1726           | | Lille, musée des Beaux-Arts                                 |           |
|       | Portrait d'André-François Alloys de Theys d'Herculais Huile sur toile, 137,8 x 105,4 cm                                                                            | 1727           | | New York, The Metropolitan Museum of Art                    |           |
|       | Moïse sauvé des eaux Huile sur toile, 74 x 94,5 cm | 1728           | | Paris, musée du Louvre                                      |           |
|       | Portrait de John Bateman en Cupidon Huile sur toile, 136,5 x 105,5 cm                                                                                              | vers 1728-1729 | | Milwaukee, Marquette University, Haggerty Museum of Art     |           |
|       | Portrait de Marguerite de Sève, Madame Pupil Huile sur toile, 138,4 x 106,4 cm                                                                                     | 1729           | | San Diego, Timken Museum of Art                             |           |
|       | Portrait de Barthélemy-Jean-Claude Pupil Huile sur toile, 138,4 x 106,4 cm                                                                                         | 1729           | | San Diego, Timken Museum of Art                             |           |
|       | Portrait de femme Huile sur toile, 81,2 x 64,6 cm | 1729           | | Orléans, musée des Beaux-Arts                               |           |
|       | Portrait de la marquise de Soucarière Huile sur toile, 136,5 x 104,1 cm                                                                                            | 1729           | | Londres, National Gallery                                   |           |
|       | Portrait de la marquise de Soucarière Huile sur toile, 134 x 103 cm                                                                                                | 1729           | | Cologne, Wallraf-Richartz Museum                            |           |
|       | Portrait de Frances Woollascott Huile sur toile, 80,6 x 65,4 cm | 1729           | | Adelaide, Art Gallery of South Australia                    |           |
|       | Portrait d'Elizabeth Throckmorton Huile sur toile, 81,5 x 65,7 cm                                                                                                  | 1729           | | Washington, The National Gallery of Art                     |           |
|       | Portrait de Sir Robert Throckmorton Huile sur toile, 136,5 x 105 cm                                                                                                | 1729           | | Alcester, Coughton Court                                    |           |
|       | Portrait d'Anne Frances Throckmorton Huile sur toile, 80 x 63,5 cm                                                                                                 | vers 1729      | | Alcester, Coughton Court                                    |           |
|       | Portrait de Frédéric-Auguste, comte Rutowski Huile sur toile, 74,3 x 58,1 cm                                                                                       | vers 1729      | | Detroit, Institute of Arts                                  |           |
|       | Portrait d'Angélique de Simiane, Madame de Gueidan, en Flore Huile sur toile, 146,5 x 114 cm                                                                       | 1730           | | Aix-en-Provence, musée Granet                               |           |
|       | La Nativité Huile sur toile, 82,5 x 65,5 cm | vers 1730      | | Paris, Compagnie des prêtres de Saint-Sulpice               |           |
|       | L'Adoration des Mages Huile sur toile, 82,5 x 65,5 cm | vers 1730      | | Paris, Compagnie des prêtres de Saint-Sulpice               |           |
|       | Portrait de Jacques IV Roëttiers de La Tour Huile sur toile, 81 x 64,3 cm                                                                                          | vers 1730      | | San Marino, The Huntington Art Museum                       |           |
|       | Portrait d'un abbé de l'ordre des Feuillants Huile sur toile, 82 x 65,5 cm                                                                                         | vers 1730      | | Bordeaux, musée des Beaux-Arts                              |           |
|       | Portrait de Jean Thierry Huile sur toile, 91,5 x 73,5 cm | vers 1730      | | Versailles, musée national du château                       |           |
|       | Portrait de Jean Thierry Huile sur toile, 93 x 73,5 cm | vers 1730      | | Lyon, musée des Beaux-Arts                                  |           |
|       | Portrait d'homme Huile sur toile, 81 x 65 cm | vers 1730      | | Paris, musée Jacquemart-André                               |           |
|       | Portrait de Gaspard-Gédéon Pétau, seigneur de Maulette Huile sur toile, 90,8 x 73,3 cm                                                                             | vers 1730      | | Collection particulière                                     |           |
|       | Portrait de Claude-François de Maillard, marquis de Landreville Huile sur toile, 135 x 103 cm                                                                      | vers 1730-1735 | | Collection particulière                                     |           |
|       | Portrait de Pierre Parrocel Huile sur toile, 92 x 74,5 cm | 1732           | | Avignon, musée Calvet                                       |           |
|       | Portrait d'Anne-Louis Goislard de Montsabert, comte de Richbourg-le-Toureil Huile sur toile, 80,6 x 63,8 cm                                                        | 1734           | | Cleveland, Museum of Art                                    |           |
|       | Portrait de Thomas Germain et de sa femme Huile sur toile | 1736           | | Lisbonne, musée Calouste Gulbenkian                         |           |
|       | Portrait d'Evrard Titon du Tillet Huile sur toile | 1736           | | Collection particulière                                     |           |
|       | Portrait présumé de la comtesse de Wachtmeister Huile sur toile, 90 x 71 cm                                                                                        | 1740           | | Collection particulière                                     |           |
|       | Portrait de Françoise d'Escravayat, marquise de La Barrière Huile sur toile, 180 x 139 cm                                                                          | 1741           | | Collection particulière                                     |           |
|       | Portrait de Philippe Néricault Destouches Huile sur toile, 80 x 64 cm                                                                                              | 1741           | | Bourg-en-Bresse, musée de Brou                              |           |
|       | Portrait de magistrat dit Guillaume de Lamoignon Huile sur toile, 142 x 160 cm                                                                                     |                | | Paris, musée du Louvre                                      |           |
|       | Portrait de Pierre Mestrezat Huile sur toile, 82 x 65,5 cm |                | | Bordeaux, musée des Arts décoratifs et du Design            |           |
|       | Portrait de femme Huile sur toile, 52 x 63,5 cm |                | | Abbeville, musée Boucher-de-Perthes                         |           |
|       | Portrait de femme Huile sur toile, 81 x 65,5 cm |                | | Abbeville, musée Boucher-de-Perthes                         |           |
|       | Portrait de Charlotte-Louise Provost, dame de Moustiers Huile sur toile, 81,3 x 64,3 cm                                                                            |                | | Soissons, musée municipal                                   |           |
|       | Portrait de Madame de Montesquiou Huile sur toile, 82 x 65 cm |                | | Arras, musée des Beaux-Arts                                 |           |
|       | Portrait de Pierre de Montesquiou Huile sur toile, 81 x 64,3 cm |                | | Arras, musée des Beaux-Arts                                 |           |
|       | Portrait de Guillaume-Hyacinthe de Nassau-Siegen Huile sur toile, 129,7b x 105,5 cm                                                                                |                | | La Haye, Mauritshuis                                        |           |
|       | Portrait du chambellan de Montargu Huile sur toile, 80 x 63,5 cm                                                                                                   |                | | Dresde, Gemäldegalerie Alte Meister                         |           |
|       | Portrait de femme en Pomone Huile sur toile, 64,8 x 54,6 cm |                | | San Francisco, Fine Arts Museums                            |           |
|       | Portrait d'homme Huile sur toile, 81,3 x 64,8 cm |                | | San Francisco, Fine Arts Museums                            |           |
|       | Portrait de femme Huile sur toile, 81,3 x 65,4 cm |                | | San Francisco, Fine Arts Museums                            |           |
|       | Autoportrait Huile sur toile, 81 x 65 cm |                | | Toulouse, musée des Augustins                               |           |
|       | Portrait d'homme Huile sur toile, 81,5 x 65,3 cm |                | | Dijon, musée des Beaux-Arts                                 |           |
|       | Portrait de François Chéreau Huile sur toile, 116,5 x 104,5 cm |                | | Paris, École nationale supérieure des Beaux-Arts            |           |
|       | Portrait de Louis-Urbain Le Pelletier Huile sur toile, 139,5 x 103 cm                                                                                              |                | | Versailles, musée national du château                       |           |
|       | Portrait d'homme Huile sur toile, 75,5 x 56,5 cm |                | | Versailles, musée national du château                       |           |
|       | Portrait de femme dit Madame Deshoulières Huile sur toile, 81 x 65 cm                                                                                              |                | | Pau, Hôtel de Ville (dépôt du musée du Louvre)              |           |
|       | Portrait du comte de La Châtre Huile sur toile, 82 x 70 cm |                | | Paris, Hôtel de Matignon (dépôt du musée du Louvre)         |           |
|       | Portrait de Fontenelle Huile sur toile, 62 x 46 cm |                | Attribution                                                                                           | Chartres, musée des Beaux-Arts                              | Inv. 5632 |